# Краснобриж Ігор Віталійович
Ігор Віталійович Краснобриж (15 березня 1995, м. Маріуполь — пом. 16 березня 2022, м. Маріуполь) — український військовослужбовець, старший солдат окремого загону спеціального призначення НГУ «Азов» Національної гвардії України, Учасник війни на сході України, учасник російсько-української війни, який відзначився і загинув під час відбиття російського вторгнення в Україну в 2022 році.

## Життєпис
Ігор Краснобриж народився 1995 року у місті Маріуполі Донецької області.
2011 року, вболіваючи за місцеву футбольну команду «Маріуполь», долучився до фанатського руху. Пізніше приєднався до навколофутбольної групи «Проєкт 32». Представники «Проєкту» мали дружні відносини із колективами з інших міст (зокрема фанатами «Шахтаря», «Кривбасу» та чернігівської «Десни»), серед яких було багато бойових побратимів.
З 2014 року проходив військову службу у складі полку «Азов».
2017 року звільнений у запас, проте 2021 року повернувся на військову службу до окремого загону спеціального призначення НГУ «Азов».
За два місяці до початку повномасштабного російського вторгнення Ігор разом із дружиною та донькою переїхали у нове житло.
Обіймав посаду старшого навідника 1-го вогневого розрахунку мінометного взводу 3-ї роти оперативного призначення 1-го батальйону оперативного призначення ОЗСП «Азов».
8 та 12 березня 2022 року він приїздив до будинку, де його сім'я переховувалася від ворожих обстрілів міста Маріуполя, тоді ж востаннє сфотографувався з донькою.
Загинув 16 березня 2022 року під час бойових дій на заводі «Азовсталь».

## Родина
У загиблого залишилися дружина Елла та донька Майя (нар. 2020).

## Нагороди
- орден «За мужність» III ступеня (25 березня 2022, посмертно) — за особисту мужність і самовіддані дії, виявлені у захисті державного суверенітету та територіальної цілісності України, вірність військовій присязі, зразкове виконання службового обов'язку.

## У мистецтві
Українська художниця Olga Wilson, що публікує в «Інстаграмі» та у «Фейсбуці», емоційно сильні малюнки про війну, на полотні зобразила Ігоря Краснобрижа. На прохання рідних художниця створила портрет воїна з маленькою донечкою.